# Tầm Dương
Tầm Dương (tiếng Trung: 浔阳区; bính âm: Xúnyáng qū) là một khu (quận) thuộc địa cấp thị Cửu Giang, tỉnh Giang Tây, Trung Quốc.

## Hành chính
Tầm Dương được chia ra làm 7 đơn vị hành chính cấp hương, toàn bộ đều là các nhai đạo. Ngoài ra quận này còn quản lí 1 đơn vị tương đương cấp hương khác
- Nhai đạo: Cam Đường (甘棠街道), Bồn Phố (湓浦街道), Nhân Dân Lộ (人民路街道), Bạch Thủy Hồ (白水湖街道), Kim Kê Pha (金鸡坡街道), Hướng Dương (向阳街道), Tân Hưng (滨兴街道)

Đơn vị ngang cấp hương khác
- Tập đoàn xí nghiệp Mao Sơn Đầu (茅山头企业集团)